# Jedľové Kostoľany
Jedľové Kostoľany (hongrois : Fenyőkosztolány) est un village de Slovaquie situé dans la région de Nitra.

## Histoire
Première mention écrite du village en 1387.

## Démographie

### Évolution de la population
| Année:               | 1994. | 2004.   | 2014.   | 2024.   |
| -------------------- | ----- | ------- | ------- | ------- |
| Nombre de personnes: | 1079  | 1011    | 922     | 871     |
| Différence:          |       | -6,30 % | -8,80 % | -5,53 % |

| Année:               | 2023. | 2024.   |
| -------------------- | ----- | ------- |
| Nombre de personnes: | 879   | 871     |
| Différence:          |       | -0,91 % |